# Campeón de Campeones 2003-04
La copa Campeón de Campeones 2003-04 fue la XL edición del Campeón de Campeones y la segunda bajo el nuevo formato, que enfrentó al campeón del Apertura 2003: Pachuca y al campeón del Clausura 2004: UNAM. Pumas de la UNAM venció en la serie al conjunto hidalguense y alcanzó su segundo trofeo de este tipo.

## Sistema de competición
Disputarán la copa Campeón de Campeones 2003-04 los campeones de los torneos Apertura 2003 y Clausura 2004. El Club con mayor número de puntos en la Tabla general de clasificación de la Temporada 2003-2004, (tabla que suma los puntos obtenidos por los Clubes participantes durante ambos Torneos) y tomando en cuenta los criterios de desempate establecidos en el reglamento de competencia, será el que juegue como local el partido de vuelta, eligiendo el horario del mismo y debiéndose jugar obligatoriamente en domingo y domingo.
El Club vencedor del Campeón de Campeones será aquel que en los dos partidos anote el mayor número de goles, criterio conocido como marcador global. Si al término del tiempo reglamentario el partido está empatado, se agregarán dos tiempos extras de 15 minutos cada uno. De persistir el empate en estos periodos, se procederá a lanzar tiros penales, hasta que resulte un vencedor.

## Información de los equipos
| Equipo  | Entrenador        | Estadio                | Ciudad           | Patrocinador      | Kit   |
| ------- | ----------------- | ---------------------- | ---------------- | ----------------- | ----- |
| UNAM    | Hugo Sánchez      | Olímpico Universitario | Ciudad de México | Banamex           | Lotto |
| Pachuca | Rubén Omar Romano | Hidalgo                | Pachuca, Hidalgo | Cemento Cruz Azul | Puma  |

## Partidos

### UNAM-Pachuca
| 1 de agosto de 2004 | Pachuca                | 2:1 (1:1) | UNAM        | Estadio Hidalgo, Pachuca, Hidalgo                             |                                                               |
|                     | Santana 9' · Cacho 68' | Reporte   | Fonseca 37' | Asistencia: 28 000 espectadores Árbitro(s): Armando Archundia | Asistencia: 28 000 espectadores Árbitro(s): Armando Archundia |

| 8 de agosto de 2004                      | UNAM                                                       | 6:1 (2:0) | Pachuca     | Estadio Olímpico Universitario, Ciudad de México             |                                                              |
|                                          | Lozano 23' 26' · Alonso 50' · Fonseca 51' 79' · Castro 62' | Reporte   | Santana 87' | Asistencia: 34 000 espectadores Árbitro(s): José Abramo Lira | Asistencia: 34 000 espectadores Árbitro(s): José Abramo Lira |
| UNAM Campeón de Campeones 2003-04 (7:3). |                                                            |           |             |                                                              |                                                              |

| Campeón de Campeones 2003-04 |
| ---------------------------- |
|                              |
| UNAM                         |
| 2° Título                    |